# Józefa Gądek-Węsierski
Józefa Antonia Gądek-Węsierski, również Józefa Węsierska-Gądek (ur. 14 marca 1951 w Krakowie) – profesor, doktor habilitowana nauk biologicznych, biochemik. Specjalistka w dziedzinie biologii molekularnej, onkologii, hematologii i chorób autoimmunologicznych. Członek zagraniczny Wydziału Nauk Medycznych Polskiej Akademii Nauk od 2005 roku. 

## Życiorys
Absolwentka studiów biochemicznych na Uniwersytecie Jagiellońskim (rocznik 1975). Doktoryzowała się sześć lat później w Collegium Medicum Uniwersytetu Jagiellońskiego. Habilitację w specjalności onkologia eksperymentalna uzyskała w 1993 na Uniwersytecie Medycznym w Wiedniu.
Adiunkt a następnie wykładowca w Instytucie Badań nad Rakiem Uniwersytetu Wiedeńskiego, wiceprezes Klubu Profesorów przy Polskiej Akademii Nauk – Stacji Naukowej w Wiedniu. Prowadzi badania nad molekularnymi i genetycznymi przyczynami powstawania raka i nad rolą białka p53 w hamowaniu jego rozwoju. 
Recenzentka pracy doktorskiej autorstwa Anny Łękawy Badanie ekspresji niektórych genów naprawy DNA i cyklu komórkowego u chorych ze skrzydlikiem oraz rozprawy habilitacyjnej Janusza Kockiego Znaczenie wybranych nieprawidłowości genetycznych w diagnostyce ostrych białaczek człowieka. 
Współautorka publikacji zatytułowanej Roscovitine triggers apoptosis in B-cell chronic lymphocytic leukemia cells with similar efficiency as combinations of conventional purine analogs with cyclophosphamide.
W 1979 roku Józefa Gądek-Węsierska poświęciła Marii Ważewskiej-Czyżewskiej artykuł biograficzny Wspomnienie o Pani Doktor w „Tygodniku Powszechnym”.

## Prace i publikacje naukowe
Autorka lub współautorka następujących prac i publikacji naukowych:
- Nucleolar proteins B23 and C23 as target antigens in chronic graft-versus-host disease[9]

- Autoantibodies from patients with primary biliary cirrhosis preferentially react with the amino-terminal domain of nuclear pore complex glycoprotein gp210[10]

- Autoantibodies against nucleoporin p62 constitute a novel marker of primary biliary cirrhosis[11]

- Reduced stability of regularly spliced but not alternatively spliced p53 protein in PARP-deficient mouse fibroblasts[12]

- Increased resistance to anticancer therapy of mouse cells lacking the poly(ADP-ribose) polymerase attributable to up-regulation of the multidrug resistance gene product P-glycoprotein[13]

- Characterization of distinct consecutive phases in non-genotoxic p53-induced apoptosis of Ewing tumor cells and the rate-limiting role of caspase 8[14]

- Overexpressed poly(ADP-ribose) polymerase delays the release of rat cells from p53-mediated G1 checkpoint[15]

- Action of a novel anticancer agent, CHS 828, on mouse fibroblasts: increased sensitivity of cells lacking poly (ADP-Ribose) polymerase-1[16]

- Central and carboxy-terminal regions of human p53 protein are essential for interaction and complex formation with PARP-1[17]

- Roscovitine-induced up-regulation of p53AIP1 protein precedes the onset of apoptosis in human MCF-7 breast cancer cells[18]
- Targeting p53 as a promising therapeutic option for cancer by re-activating the wt or mutant p53's tumor suppression[19]
- Why (multi)targeting of cyclin-dependent kinases is a promising therapeutic option for hormone-positive breast cancer and beyond[20]
- Differential Potential of Pharmacological PARP Inhibitors for Inhibiting Cell Proliferation and Inducing Apoptosis in Human Breast Cancer Cells[21]